# Cyperus phaeolepis
Cyperus phaeolepis är en halvgräsart som beskrevs av Henri Chermezon. Cyperus phaeolepis ingår i släktet papyrusar, och familjen halvgräs.
Artens utbredningsområde är Madagaskar. Inga underarter finns listade i Catalogue of Life.